# Luke Kleintank
Luke Kleintank (Cincinnati, 18 maggio 1990) è un attore statunitense.

## Biografia
Luke Kleintank fa il suo debutto in TV nel 2009, apparendo in un episodio di Law & Order - Unità vittime speciali. Dopo svariate comparse, diviene noto per il ruolo ricorrente di Finn Abernathy in Bones. Dopo aver recitato anche in Pretty Little Liars, finalmente ottiene un ruolo da protagonista in L'uomo nell'alto castello, in cui interpreta il personaggio di Joe Blake.

## Filmografia

### Cinema
- Il canestro di Cory (1000 to 1: The Cory Weissman Story), regia di Michael Levine (2014)
- Dark House, regia di Victor Salva (2014)
- Phantom Halo, regia di Antonia Bogdanovich (2014)
- Sacrifice, regia di Michael Cohn (2015)
- Max, regia di Boaz Yakin (2015)
- Il cardellino (The Goldfinch), regia di John Crowley (2019)
- Midway, regia di Roland Emmerich (2019)

### Televisione
- Law & Order - Unità vittime speciali (Law & Order: Special Victims Unit) - serie TV,1 episodio 10x13 (2009)
- Mercy - serie TV, episodio 1x08 (2009)
- Parenthood - serie TV, episodi 2x05 e 2x06 (2010)
- Febbre d'amore (The Young and the Restless) - serial TV, 17 episodi (2010-2011)
- Gossip Girl - serie TV, 6 episodi (2010-2011)
- Greek - La confraternita (Greek) - serie TV, episodio 4x09 (2011)
- No Ordinary Family - serie TV, 8 episodi (2011)
- Law & Order: LA - serie TV, episodio 1x14 (2011)
- CSI: Miami - serie TV, episodio 10x10 (2011)
- Bones - serie TV, 8 episodi (2011-2014)
- The Good Wife - serie TV, episodio 4x08 (2012)
- Person of Interest - serie TV, episodi 2x11, 4x16 e 4x22 (2013-2015)
- CSI - Scena del crimine (CSI: Crime Scene Investigation) - serie TV, episodi 13x22 e 14x01 (2013)
- Pretty Little Liars - serie TV, 9 episodi (2013-2014)
- L'uomo nell'alto castello (The Man in the High Castle) - serie TV, 21 episodi (2015-2019)
- FBI: International - serie TV,56 episodi (2021-2024)
- FBI - serie TV,1 episodio 5x17 (2023)
- FBI: Most Wanted - serie TV,1 episodio 4x16 (2023)

## Doppiatori italiani
Nelle versioni in italiano delle opere in cui ha recitato, Luke Kleintank è stato doppiato da:
- Edoardo Stoppacciaro in FBI: International, FBI, FBI: Most Wanted
- Flavio Aquilone in Law & Order - Unità vittime speciali, Midway
- Gabriele Lopez in CSI: Miami
- Daniele Raffaeli in Bones
- Emiliano Coltorti in Person of Interest
- Paolo Vivio in CSI - Scena del crimine
- Raffaele Carpentieri in Pretty Little Liars
- Alessandro Campaiola in L'uomo nell'alto castello
- Leonardo Lugni in The Goldfinch